# L'Enquête du pilote Pirx
Pour plus de détails, voir Fiche technique et Distribution.
L'Enquête du pilote Pirx (titre original : Test pilota Pirxa) est un film polono-soviétique, réalisé par Marek Piestrak, sorti en 1979. Le film est inspiré d'un livre de Stanisław Lem.
Il est resté inédit en France.

## Synopsis
L'astronaute Pirx est chargé d'évaluer le degré de fiabilité d'androïdes dans des situations critiques pendant une mission spatiale aux abords de Saturne avant qu'ils ne soient produits en série sur Terre.

## Fiche technique
- Titre français : L'Enquête du pilote Pirx[1]
- Titre original polonais : Test pilota Pirxa
- Titre russe : Дознание пилота Пиркса, Doznaniye pilota Pirksa
- Réalisateur : Marek Piestrak
- Scénario : Vladimir Valoutski (ru)
- Musique : Arvo Pärt, Eugeniusz Rudnik (pl)
- Sociétés de production : Tallinnfilm, Zespół Filmowy Oko (pl)
- Pays de production :  Pologne,  Union soviétique
- Langues de tournage : polonais, russe
- Genre : Science-fiction
- Durée : 104 minutes
- Dates de sortie[3] :
  - Pologne : 25 mai 1979
  - Union soviétique : 14 juillet 1980
  - Allemagne de l'Est : 19 juin 1981

## Distribution
- Sergueï Desnitski (ru)  : Le commandant Pirx
- Bolesław Abart (pl) : L'ingénieur électronicien Jan Otis
- Vladimir Ivachov : Le copilote Harry Brown
- Alexandre Kaïdanovski : Le neurologue et cybernéticien Tom Nowak
- Zbigniew Lesień (pl) : Le premier pilote John Calder
- Ferdynand Matysik (pl) : Le directeur général de l'UNESCO
- Igor Przegrodzki (pl) : McGuirr
- Tõnu Saar (et) : L'ingénieur nucléaire Kurt Weber
- Zygmunt Bielawski (pl) : Le représentant de l'entreprise
- Janusz Bylczyński (pl) : Le juge
- Edmund Fetting : Le procureur
- Eugeniusz Kujawski (pl) : Un membre du tribunal
- Józef Fryźlewicz (pl) : L'avocat
- Faime Jürno (ru) : La secrétaire à l'UNESCO
- Jerzy Kaliszewski : Dr Kristoff

## Production
Pour les besoins de cette superproduction de science-fiction, d'immense décors ont été construits dans le studio Dovjenko de Kiev. Les prises de vues dans l'espace proviennent de la station orbitale Skylab. Les scènes d'ouverture et de fin du film ont été tournées au refuge des 11. Le cosmodrome du film est en réalité celui de l'aéroport de Moscou-Cheremetievo. L'atterrissage de Pirks a été tourné à l'aéroport de Paris-Charles-de-Gaulle. Les scènes futuristes sont des prises de vues de Chicago avec notamment les immeubles de Marina City et la Willis Tower. Les scènes de la résidence de campagne sont tournées au château de Moszna (pl) à Moszna en Pologne.

Quelques sites de tournage extérieur
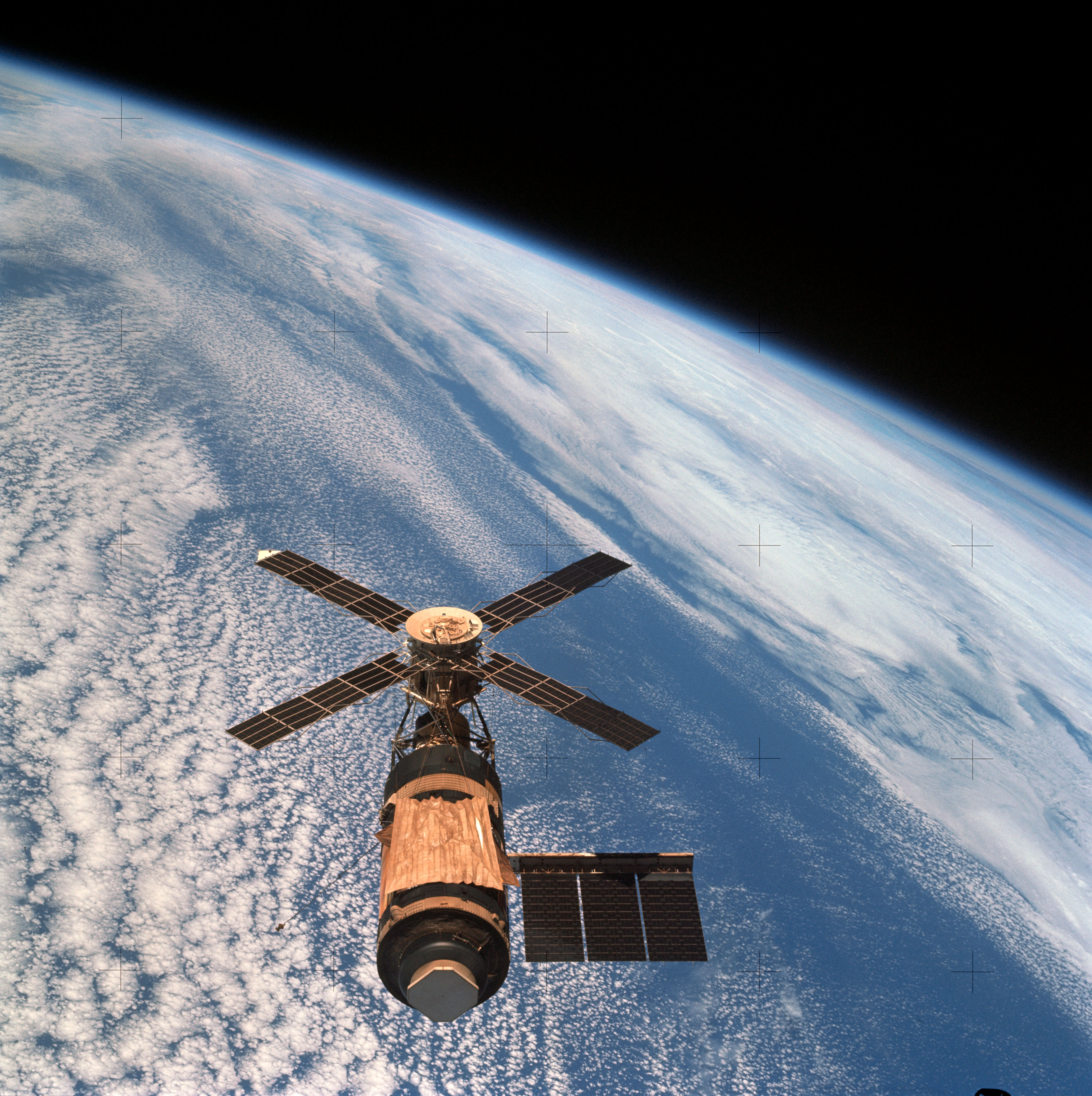
La station orbitale du Skylab
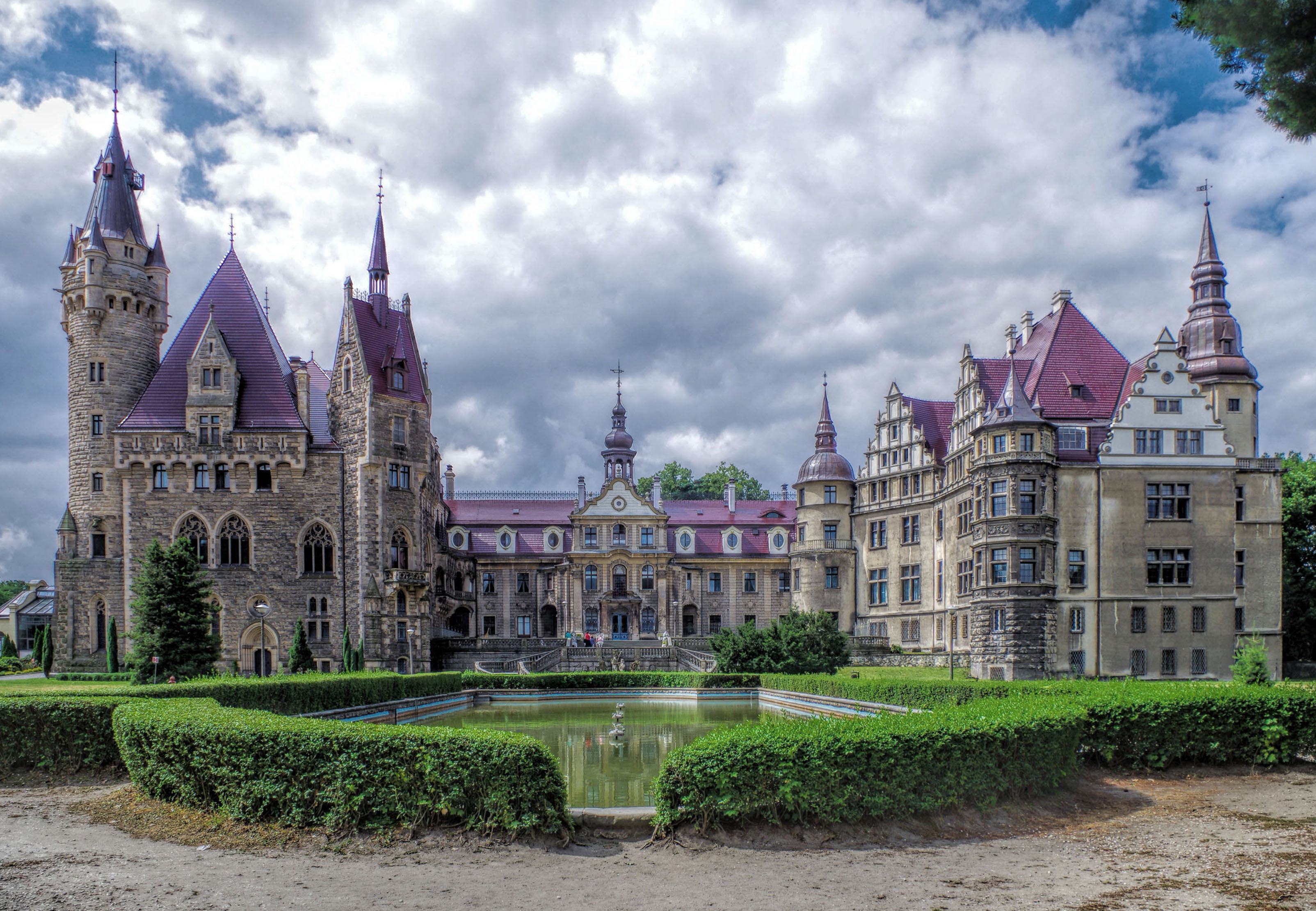
Le château de Moszna (pl) à Moszna en Pologne.
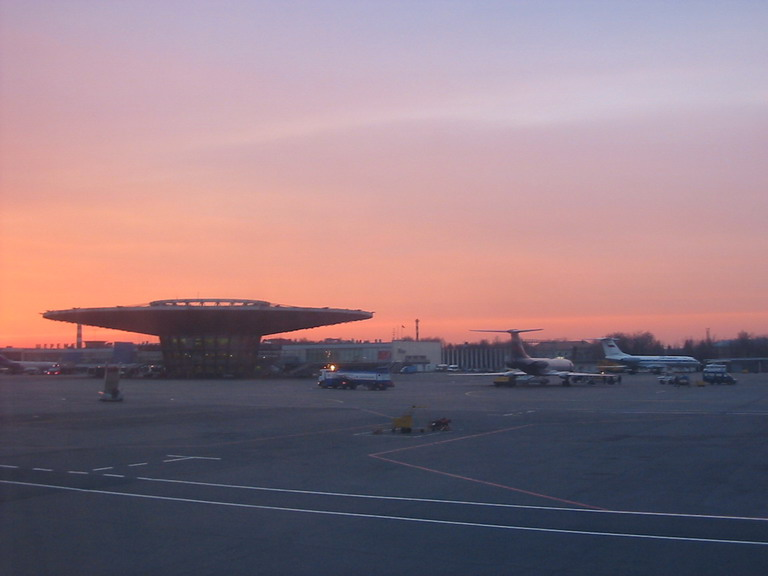
L'aéroport de Moscou-Cheremetievo
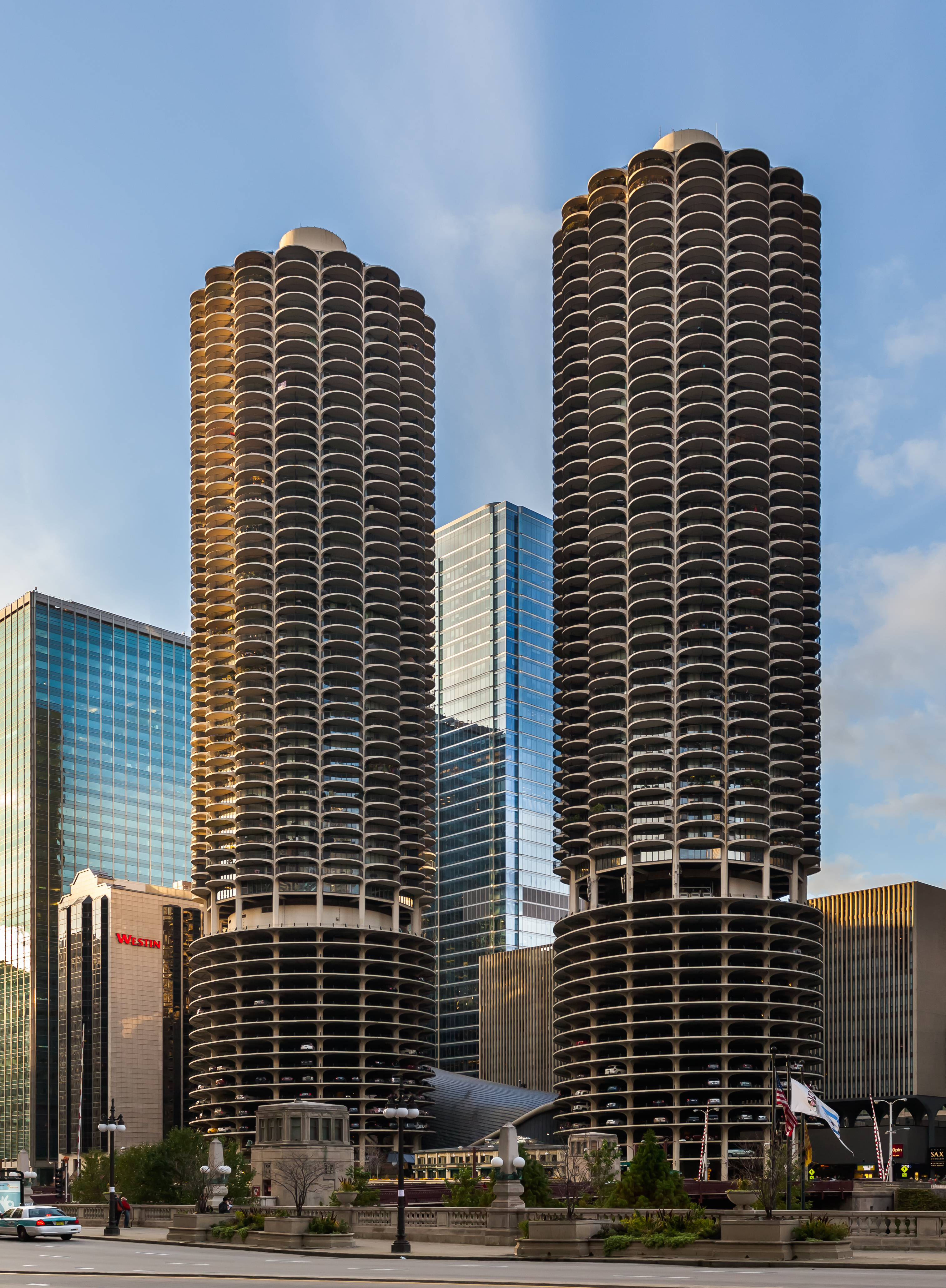
Marina City à Chicago.
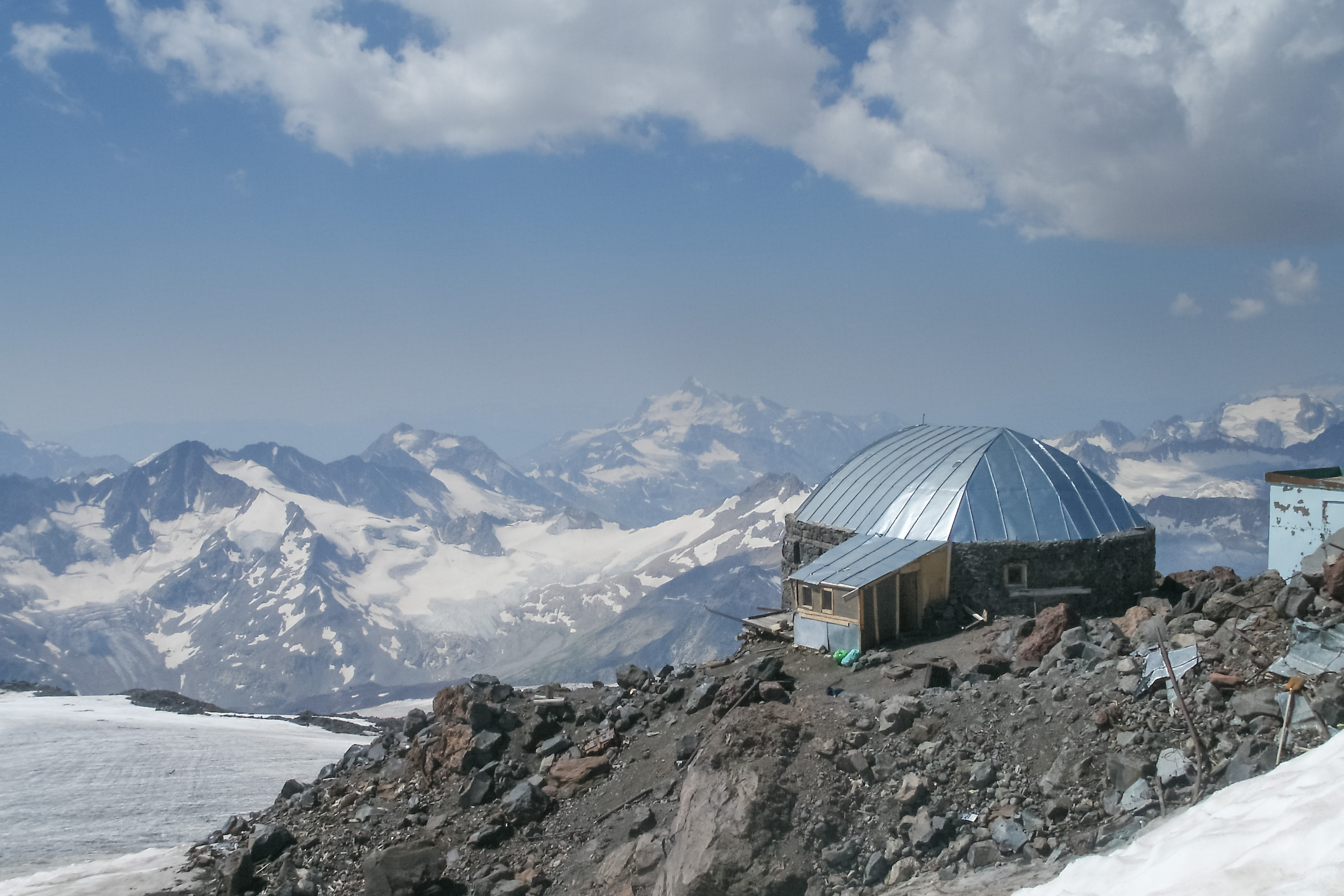
Le refuge des 11 dans le Grand Caucase.